# Simon Eder
Simon Eder (* 23. Februar 1983 in Zell am See) ist ein österreichischer Biathlet. Nach Erfolgen im Juniorenbereich startet er seit Mitte der 2000er Jahre im Weltcup und entschied dort 2009 sein erstes Rennen für sich. Er platzierte sich mehrmals unter den besten Zehn der Weltcupgesamtwertung und gewann sieben Medaillen bei Weltmeisterschaften und Olympischen Spielen, fünf davon mit der Staffel. Viel Aufmerksamkeit kam Eders Schießeinlagen zu, die mit einer durchschnittlichen Dauer von zeitweilig unter 20 Sekunden zu den schnellsten im Weltcup zählten.

## Sportliche Laufbahn

### Anfänge und Erfolge im Juniorenbereich (bis 2004)
Simon Eder stammt aus Saalfelden und kam über seinen Vater, den Weltcupsieger und sechsmaligen Olympiateilnehmer Alfred Eder, früh mit dem Biathlonsport in Kontakt. Alfred Eder betreute seinen Sohn über einen Großteil von dessen Laufbahn: zunächst im Nachwuchsbereich, von 2005 bis 2012 als Biathlon-Cheftrainer im Österreichischen Skiverband (ÖSV), später als privater Übungsleiter. Seit 1998 gehört der für den HSV Saalfelden startende Simon Eder als Kaderathlet dem ÖSV an.
Mit 18 Jahren gewann Eder bei den Juniorenweltmeisterschaften 2002 die Goldmedaille im 15-Kilometer-Einzelrennen vor den zeitgleichen Michael Rösch und Artjom Jakowlewitsch Gussew. Eder traf 19 von 20 Schüssen und wurde zum ersten österreichischen Juniorenweltmeister. Bis zum Ende seiner Juniorenzeit 2004 holte er in seiner Altersklasse weitere Medaillen bei Welt- und Europameisterschaften – darunter den EM-Titel 2003 im Sprint – und entschied mehrere Rennen im Junioren-Europacup für sich. Zudem erhielt er im Jänner 2003 beim Sprint von Ruhpolding seinen ersten Einsatz im Biathlon-Weltcup (das Rennen musste er wegen Fieber aufgeben) und stand im Dezember 2003 als Dritter in Obertilliach erstmals auf dem Podium eines Europacups im Erwachsenenbereich.

### Verzögerter Aufstieg in die Weltcupmannschaft (2004 bis 2009)

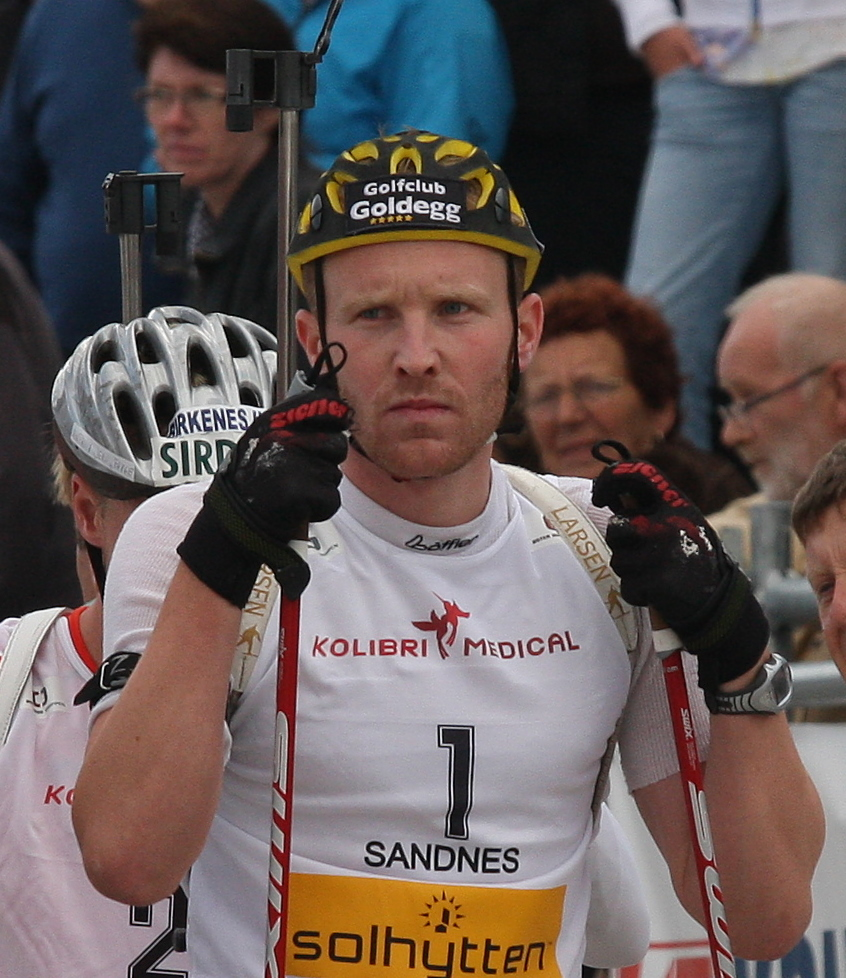
Simon Eder beim Blinkfestivalen 2009

Im Rückblick gab Eder an, in den Jahren von 2004 bis 2006 übertrainiert zu haben und „in eine Art Burnout gerutscht“ zu sein. Er habe schnell Anschluss an die Leistungen der Weltcupmannschaft herstellen wollen und es habe die Einstellung vorgeherrscht, dass vor allem hartes Training zu Erfolg führe. Die Saison 2006/07 sei er nach ärztlich empfohlener zweimonatiger Trainingspause auf seinem „Grundniveau“ angegangen. In diesem Winter kam Eder in seinem zehnten Weltcuprennen, einem Sprint im heimischen Hochfilzen, als 22. zum ersten Mal in die Punkteränge. Zudem qualifizierte er sich für die Weltmeisterschaften 2007 in Antholz, bei der er im Einzel 68. wurde und mit der österreichischen Staffel um Daniel Mesotitsch, Friedrich Pinter und Christoph Sumann Rang sechs belegte.
Ab der Weltcupsaison 2007/08 zählte Eder dauerhaft zur österreichischen Weltcupmannschaft und etablierte sich in dieser als einer der stärksten Athleten: 2008 war er nach mehreren Top-Ten-Ergebnissen Achtzehnter der Weltcup-Gesamtwertung und somit hinter Friedrich Pinter zweitbester Österreicher. Im Folgejahr reihte er sich auf dem zwölften Rang ein und lief mehrmals auf das Podest in Einzelrennen. Das gelang ihm zum ersten Mal in der Verfolgung von Antholz im Jänner 2009, bei der er sich mit einem fehlerfreien Schießen vom 19. Rang im Sprint auf Platz zwei hinter Björn Ferry verbesserte. Kurz nachdem er bei den Weltmeisterschaften 2009 mit der Staffel die Silbermedaille gewonnen hatte, belegte er im März in Trondheim an einem Rennwochenende einen dritten sowie zwei zweite Plätze (jeweils hinter Ole Einar Bjørndalen). Beim Saisonabschluss in Chanty-Mansijsk blieb Eder im Massenstart als einziger der 30 Teilnehmer ohne Fehlschuss und entschied vor seinem Teamkollegen Dominik Landertinger erstmals ein Weltcuprennen für sich.
Besondere Aufmerksamkeit erregten Eders Schießeinlagen, die 2009 im Mittel 18 bis 19 Sekunden dauerten, damit zeitweilig die schnellsten im Weltcup waren und ihm – in Anlehnung an den Comichelden, der „schneller als sein eigener Schatten“ zieht – den Spitznamen Lucky Luke eintrugen. Eder sah sich in der Tradition von Athleten wie Raphaël Poirée und Michael Rösch, die den Trend „weg von größtmöglicher Sicherheit und hin zu kalkuliertem Risiko“ mitbegründet hätten. Zunächst lag seine Trefferquote über die Saison gesehen bei für das Weltcupfeld in etwa durchschnittlichen 80 %. Im weiteren Verlauf seiner Laufbahn konnte er sie auf bis zu 91 % steigern, womit er zwischenzeitlich (in der Saison 2018/19) der sicherste Schütze im gesamten Weltcup war.

### Etablierung in der internationalen Spitze und olympische Staffelmedaillen (2009 bis 2016)
Begonnen mit dem zwölften Platz 2009 erreichte Eder neun Winter in Folge Resultate zwischen dem 5. und dem 15. Rang im Gesamtweltcup, ausgenommen die Saison 2011/12, in der er mehrere Wettkämpfe verpasste und 34. wurde. In diesen Jahren lief er beständig auf Punkteränge in Einzel-Weltcuprennen und erhielt 2015 seitens der Sportwebsite laola1.at die Zuschreibung als „große Konstante“ im österreichischen Team. 2014 und 2016 feierte Eder zwei weitere Einzel-Weltcupsiege, die er beide in der Verfolgung einfuhr, jeweils von einem sechsten Platz im Sprint kommend: Im März 2014 traf er am Osloer Holmenkollen alle 20 Scheiben und gewann mit 20,7 Sekunden Vorsprung auf Björn Ferry; knapp zwei Jahre später – im Jänner 2016 in Ruhpolding – blieb er als einziger Athlet aus einer fünfköpfigen Führungsgruppe um Martin Fourcade und Johannes Thingnes Bø beim letzten Schießen ohne Fehler und siegte vor Fourcade. Hinzu kamen über die Jahre weitere Podiumsergebnisse, insbesondere auch bei den Weltmeisterschaften 2016 in Oslo, bei denen Eder im 20-Kilometer-Einzelrennen wie auch Dominik Landertinger keinen Fehler schoss und hinter Martin Fourcade und seinem Teamkollegen Landertinger die Bronzemedaille gewann.
Gemeinsam mit Daniel Mesotitsch, Dominik Landertinger und (bis zu dessen Rücktritt 2014) Christoph Sumann war Eder bei Großereignissen durchgängig Mitglied der ÖSV-Staffel, bis 2013 in erster Linie als Startläufer, danach in wechselnder Position. Die Mannschaft gewann in dieser Konstellation im olympischen Staffelrennen 2010 von Vancouver die Silbermedaille und vier Jahre später im Rahmen der Spiele von Sotschi Bronze. Nach einer vierjährigen Pause siegten die Österreicher im Jänner 2014 in Ruhpolding zudem wieder in einem Staffel-Weltcuprennen, wobei der an Position drei laufende Eder die Mannschaft mit einer „schnelle[n], makellose[n] Stehend-Serie“ in Führung brachte.

### Training mit der Biathlonschmiede und Rückkehr zum ÖSV (seit 2016)

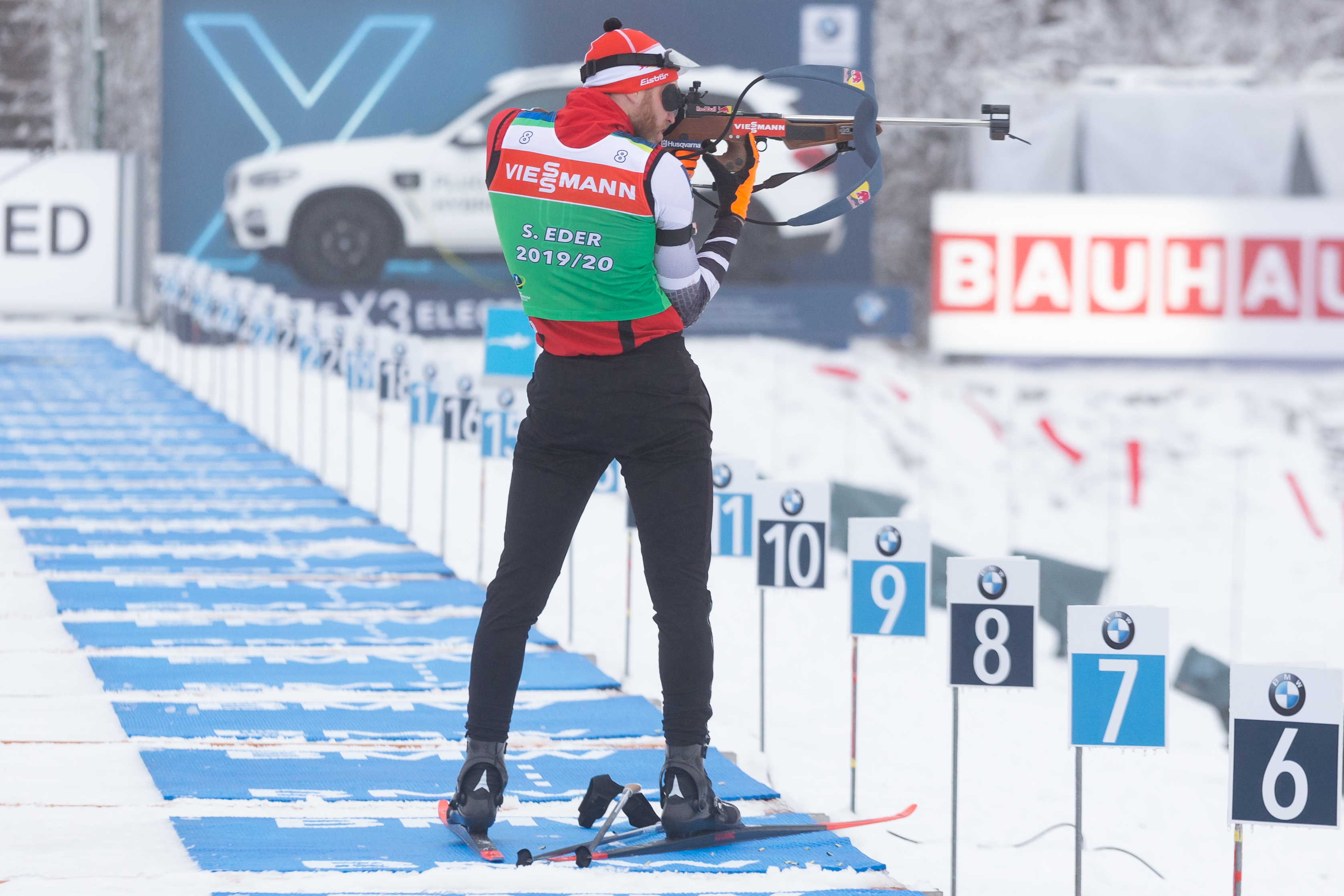
Eder beim Stehendschießen (hier 2020 in Oberhof)

Bereits in der Vorbereitung auf die Saison 2015/16 trainierte Eder getrennt von der Trainingsgruppe der Männer und stattdessen gemeinsam mit den von seiner Cousine Sandra Flunger betreuten ÖSV-Frauen. Er begründete diesen Schritt mit der hohen Konkurrenzsituation im leistungsstarken Männerteam, die dazu führe, dass man bereits in der Vorbereitung die eigenen Grenzen überschreite und nicht die individuell optimale Trainingsintensität verfolge. Zudem sah er Flunger neben seinem Vater – der seine Stellung als Cheftrainer 2012 verloren hatte – als wichtigste Bezugsperson an. 2016 trennte sich Flunger vom ÖSV und übernahm gemeinsam mit Alfred Eder bis 2018 die Leitung der vom Skiverband unabhängigen Trainingsgruppe Biathlonschmiede, der sich mehrere Athleten anschlossen, darunter Simon Eder als einziger Mann. Bei den Heim-Weltmeisterschaften 2017 in Hochfilzen gewann Eder die einzige österreichische Einzelmedaille: Im Massenstart traf er mit allen 20 Schüssen und wurde Dritter hinter Simon Schempp und Johannes Thingnes Bø, die ihn auf der Schlussrunde überholten. Zudem holte er mit der Staffel an der Seite von Daniel Mesotitsch, Julian Eberhard und Dominik Landertinger ebenfalls Bronze. Im Weltcup gewann Eder gemeinsam mit Lisa Hauser zwei Rennen in der Single-Mixed-Staffel, im März 2017 in Kontiolahti sowie im November 2017 in Östersund.
Die Biathlonschmiede löste sich mit dem Wechsel von Sandra Flunger zum Schweizer Skiverband im Sommer 2018 auf, Simon Eder und die weiteren Athletinnen wurden wieder voll in das ÖSV-Team integriert, dessen Männer nun von Ricco Groß trainiert wurden. Mit dem Rücktritt Daniel Mesotitschs 2019 wurde Eder zum erfahrensten Athleten der österreichischen Weltcupmannschaft. Nachdem auch Dominik Landertinger 2020 und Julian Eberhard 2022 ihre Laufbahn beendet hatten, galt er im Team als zentrale Führungsfigur und Vorbild für nachfolgende Athleten wie den 14 Jahre jüngeren Felix Leitner. Im Weltcup erreichte Eder weiterhin Top-10-Ergebnisse und platzierte sich durchgängig unter den vorderen 30 in der Gesamtwertung, insbesondere dank seiner Trefferquoten von etwa 90 %, die zu den besten im Weltcupfeld gehörten. Nach der Festnahme mehrerer, darunter auch österreichischer, Skilangläufer als Folge der Dopingrazzien bei der Nordischen Ski-WM 2019 (Operation Aderlass) erklärte Eder in einem Interview mit der Tageszeitung Die Presse, auch ihm sei in der Vergangenheit Doping angeboten worden, was er sofort beim Bundeskriminalamt angezeigt habe. Später begründete Eder, der sich bereits 2017 für härtere Dopingstrafen gegen den russischen Verband ausgesprochen hatte, seine Motivation zur Bekanntmachung der Vorgänge damit, er habe – gerade als Routinier – zeigen wollen, dass im österreichischen Biathlon sauber gearbeitet werde.
In der Weltcupsaison 2018/19 konnte Eder vier Podestplatzierungen erreichen, davon einen dritten Platz im Einzel von Pokljuka, zwei zweite Plätze bei Single-Mixed-Staffeln sowie einen dritten Platz mit der Herrenstaffel. Im Gesamtweltcup belegte er den achten Platz. Im Winter 2019/20 folgten zwei weitere Weltcup-Podestplätze in Staffelbewerben. 2021 gewann Eder bei den Weltmeisterschaften auf der Pokljuka gemeinsam mit Dunja Zdouc, Lisa Hauser und David Komatz die Silbermedaille in der Mixed-Staffel, während er im WM-Massenstart bis zum letzten Anstieg der Schlussrunde um die Medaillen kämpfte und letztlich beim Sieg Sturla Holm Lægreids Rang vier belegte. Auch mit 40 Jahren war er im Winter 2022/23 regelmäßig der bestplatzierte Österreicher im Weltcup. Bei den Weltmeisterschaften 2023 wurde er Vierter mit der Mixed-Staffel.

## Persönliches und Auszeichnungen
Eder ist aktuell Heeressportler des Österreichischen Bundesheeres mit dem Dienstgrad Zugsführer. Zwischenzeitlich war er bei der Bundespolizei beschäftigt und vorübergehend – in der Saison 2011/12 – Biathlon-Profi ohne Nebentätigkeit. Seit 2017 ist Eder verheiratet und Vater einer Tochter (* 2014). Als Linkshänder ist er einer der wenigen Linksschützen im Weltcup. Mit Blick auf seinen Einsatz für einen dopingfreien Sport lautet sein Motto: „Run fast, shoot clean. Shoot fast, run clean.“ (engl. für: „Laufe schnell, schieße sauber (fehlerfrei). Schieße schnell, laufe sauber.“).
2009 wurde Eder das Silberne Ehrenzeichen für Verdienste um die Republik Österreich verliehen.

## Statistiken

### Weltcupsiege
Alle Siege bei Biathlon-Weltcups, getrennt aufgelistet nach Einzel- und Staffelrennen. Durch Anklicken des Symbols im Tabellenkopf sind die Spalten sortierbar.
| Nr. | Datum         | Ort             | Disziplin   |
| --- | ------------- | --------------- | ----------- |
| 1.  | 29. März 2009 | Chanty-Mansijsk | Massenstart |
| 2.  | 22. März 2014 | Oslo            | Verfolgung  |
| 3.  | 9. Jan. 2016  | Ruhpolding      | Verfolgung  |

| Nr. | Datum         | Ort         | Disziplin              |
| --- | ------------- | ----------- | ---------------------- |
| 1.  | 13. Dez. 2009 | Hochfilzen  | Staffel 1              |
| 2.  | 12. Jan. 2014 | Ruhpolding  | Staffel 1              |
| 3.  | 12. März 2017 | Kontiolahti | Single-Mixed-Staffel 2 |
| 4.  | 26. Nov. 2017 | Östersund   | Single-Mixed-Staffel 2 |

### Weltcupplatzierungen
Die Tabelle zeigt alle Platzierungen (je nach Austragungsjahr einschließlich Olympische Spiele und Weltmeisterschaften).
- 1.–3. Platz: Anzahl der Podiumsplatzierungen
- Top 10: Anzahl der Platzierungen unter den ersten zehn (einschließlich Podium)
- Punkteränge: Anzahl der Platzierungen innerhalb der Punkteränge (einschließlich Podium und Top 10)
- Starts: Anzahl gelaufener Rennen in der jeweiligen Disziplin
- Staffel: inklusive Mixed- und Single-Mixed-Staffeln

| Platzierung                    | Einzel | Sprint | Verfolgung | Massenstart | Staffel | Gesamt |
| ------------------------------ | ------ | ------ | ---------- | ----------- | ------- | ------ |
| 1. Platz                       |        |        | 2          | 1           | 4       | 7      |
| 2. Platz                       | 2      |        | 6          | 1           | 11      | 20     |
| 3. Platz                       | 2      | 1      | 1          | 4           | 12      | 20     |
| Top 10                         | 13     | 27     | 36         | 28          | 84      | 188    |
| Punkteränge                    | 43     | 129    | 108        | 63          | 97      | 440    |
| Starts                         | 50     | 154    | 112        | 64          | 97      | 477    |
| Stand: nach der Saison 2023/24 |        |        |            |             |         |        |

### Weltcupwertungen
Ergebnisse bei Biathlon-Weltcups (Disziplinen- und Gesamtweltcup) gemäß Punktesystem
| Saison  | Einzel | Einzel | Sprint | Sprint | Verfolgung | Verfolgung | Massenstart | Massenstart | Gesamt | Gesamt |
| Saison  | Punkte | Platz  | Punkte | Platz  | Punkte     | Platz      | Punkte      | Platz       | Punkte | Platz  |
| ------- | ------ | ------ | ------ | ------ | ---------- | ---------- | ----------- | ----------- | ------ | ------ |
| 2006/07 | 8      | 49.    | 12     | 58.    | –          | –          |             |             | 20     | 68.    |
| 2007/08 | 59     | 8.     | 105    | 21.    | 111        | 18.        | 73          | 18.         | 348    | 18.    |
| 2008/09 | 40     | 36.    | 179    | 16.    | 186        | 6.         | 176         | 4.          | 581    | 12.    |
| 2009/10 | 67     | 18.    | 224    | 11.    | 196        | 2.         | 137         | 10.         | 653    | 8.     |
| 2010/11 | 73     | 19.    | 209    | 12.    | 183        | 5.         | 117         | 13.         | 582    | 11.    |
| 2011/12 | 82     | 10.    | 93     | 36.    | 67         | 37.        | 11          | 49.         | 253    | 34.    |
| 2012/13 | 30     | 40.    | 260    | 5.     | 179        | 11.        | 140         | 9.          | 607    | 11.    |
| 2013/14 | 79     | 2.     | 228    | 9.     | 237        | 3.         | 49          | 23.         | 585    | 5.     |
| 2014/15 | 31     | 32.    | 177    | 21.    | 140        | 18.        | 174         | 4.          | 522    | 15.    |
| 2015/16 | 138    | 2.     | 213    | 9.     | 254        | 5.         | 109         | 18.         | 714    | 5.     |
| 2016/17 | 58     | 18.    | 167    | 15.    | 215        | 8.         | 112         | 14.         | 552    | 13.    |
| 2017/18 | 58     | 7.     | 107    | 23.    | 180        | 9.         | 104         | 15.         | 449    | 18.    |
| 2018/19 | 86     | 7.     | 221    | 12.    | 241        | 9.         | 153         | 8.          | 701    | 8.     |
| 2019/20 | 56     | 17.    | 58     | 40.    | 44         | 33.        | 116         | 14.         | 274    | 24.    |
| 2020/21 | 70     | 7.     | 162    | 20.    | 182        | 13.        | 147         | 7.          | 609    | 15.    |
| 2021/22 | 50     | 11.    | 133    | 27.    | 138        | 18.        | 110         | 9.          | 431    | 15.    |
| 2022/23 | 66     | 18.    | 107    | 23.    | 137        | 18.        | 96          | 14.         | 406    | 18.    |
| 2023/24 | 46     | 22.    | 87     | 27.    | 75         | 28.        | 12          | 37.         | 220    | 30.    |

### Biathlon-Weltmeisterschaften
| Weltmeisterschaft | Weltmeisterschaft | Einzel | Sprint | Verfolgung | Massenstart | Staffel | Mixed-Staffel | Single-Mixed-Staffel |
| Jahr              | Ort               | Einzel | Sprint | Verfolgung | Massenstart | Staffel | Mixed-Staffel | Single-Mixed-Staffel |
| ----------------- | ----------------- | ------ | ------ | ---------- | ----------- | ------- | ------------- | -------------------- |
| 2007              | Antholz           | 68.    | –      | –          | –           | 6.      | –             |                      |
| 2008              | Östersund         | 20.    | 33.    | 23.        | 15.         | 4.      | –             |                      |
| 2009              | Pyeongchang       | –      | 8.     | 14.        | 8.          | 2.      | –             |                      |
| 2011              | Chanty-Mansijsk   | 17.    | 17.    | 14.        | 9.          | 9.      | –             |                      |
| 2012              | Ruhpolding        | 23.    | 46.    | 34.        | –           | 5.      | –             |                      |
| 2013              | Nové Město        | 42.    | 10.    | 12.        | 18.         | 5.      | –             |                      |
| 2015              | Kontiolahti       | 20.    | 46.    | 12.        | 19.         | 5.      | 5.            |                      |
| 2016              | Oslo              | 3.     | 27.    | 16.        | 11.         | 4.      | 5.            |                      |
| 2017              | Hochfilzen        | 12.    | 22.    | 12.        | 3.          | 3.      | 9.            |                      |
| 2019              | Östersund         | DNF    | 15.    | 10.        | 7.          | 8.      | –             | 8.                   |
| 2020              | Antholz           | 40.    | 37.    | 12.        | –           | 6.      | –             | 6.                   |
| 2021              | Pokljuka          | 7.     | 15.    | 9.         | 4.          | 10.     | 2.            | 6.                   |
| 2023              | Oberhof           | DNS    | 23.    | 37.        | –           | –       | 4.            | –                    |
| 2024              | Nové Město        | 12.    | 62.    | –          | 25.         | 12.     | 6.            | 9.                   |

### Olympische Winterspiele
Ergebnisse bei Olympischen Winterspielen:
|                                             | Einzelwettbewerbe | Einzelwettbewerbe | Einzelwettbewerbe | Einzelwettbewerbe | Staffelwettbewerbe | Staffelwettbewerbe |
| Sprint                                      | Verfolgung        | Einzel            | Massenstart       | Herrenstaffel     | Mixedstaffel       |                    |
| ------------------------------------------- | ----------------- | ----------------- | ----------------- | ----------------- | ------------------ | ------------------ |
| Olympische Winterspiele 2010 \| Vancouver   | 11.               | 4.                | 6.                | 25.               | 2.                 |                    |
| Olympische Winterspiele 2014 \| Sotschi     | 7.                | 8.                | 4.                | 16.               | 3.                 | –                  |
| Olympische Winterspiele 2018 \| Pyeongchang | 28.               | 14.               | 11.               | 14.               | 4.                 | 10.                |
| Olympische Winterspiele 2022 \| Peking      | 18.               | 37.               | 20.               | 7.                | 10.                | 10.                |